# Новокохановский сельсовет
Новокохановский сельсовет — административно-территориальная единица и муниципальное образование со статусом сельского поселения в Кизлярском районе Дагестана Российской Федерации.
Административный центр — село Новокохановское.

## Населённые пункты
На территории сельсовета находятся населённые пункты:
1. село Новокохановское
2. село Краснооктябрьское
3. село Новомонастырское
4. село Новокрестьяновское
5. село Степное

## Население
| 2002  | 2010  | 2012  | 2013  | 2014  | 2015  | 2016  |
| ----- | ----- | ----- | ----- | ----- | ----- | ----- |
| 5004  | ↗5297 | ↗5307 | ↗5340 | ↗5458 | ↗5533 | ↗5579 |
| 2017  | 2018  | 2019  | 2020  | 2021  | 2023  | 2024  |
| ↗5673 | ↗5727 | ↗5753 | ↗5834 | ↗6064 | ↗6139 | ↗6184 |
| 2025  |       |       |       |       |       |       |
| ↗6242 |       |       |       |       |       |       |

## История
Сельсовет образован постановлением ВЦИК ДАССР 19 июня 1930 года.